# Siegmar Wätzlich
Siegmar Wätzlich, född 16 november 1947 i Rammenau i Landkreis Bautzen i Sachsen, död 18 april 2019, var en tysk (östtysk) fotbollsspelare som tog OS-brons i fotbollsturneringen vid de olympiska sommarspelen 1972 i München.